# Kruisstraat (Moerbeke)
Kruisstraat is een lintdorp gelegen in de Belgische stad Lokeren, in de deelgemeente Moerbeke. Het is gelegen langsheen de Oost- en Weststraat, twee zijstraten aan weerszijden van de Kruisstraat. Vandaar komt dus ook de naam.
Vlak naast het dorp loopt de N49, die tussen de Antwerpse Linkeroever en Kruisstraat de autoweg A11/E34 vormt.

## Bezienswaardigheden
- Het molenaarshuis en maalderij van de voormalige Kruisstraatmolen
- De Heilig Hartkerk

## Natuur en landschap
Kruisstraat ligt in Zandig Vlaanderen en in het Waasland. Het noorden behoort tot het Scheldepoldergebied met natuurgebied Grote Kreek en Pereboomsgat. In het zuiden vindt men het Heidebos en enkele kleinere bosgebieden, waarin zich ook het Fort Francipani bevindt. De hoogte bedraagt ongeveer 4 meter.

## Verenigingsleven
Op de Kruisstraat zijn er verschillende verenigingen: een biljartclub, een crossteam en een feestcomité die verschillende evenementen organiseren zoals een kermis.

## Nabijgelegen kernen
Koewacht, Moerbeke, Overslag